# Glomerellales
Die Glomerellales bilden eine Ordnung der Schlauchpilze innerhalb der Unterklasse der Hypocreomycetidae. Die Vertreter der Glomerellales zeigen – anders als die der anderen Ordnungen der Hypocreomycetidae – dunkel pigmentierte Perithecien.

## Beschreibung
Die Originalbeschreibung der Glomerellales lautet wie folgt:
„Ascomata perithecia, brunnea usque nigra, nonnumquam sclerotioidea, ostiolum periphysatum. Pariete ascomatum 2-3-stratoso. Hamathecium paraphyses verae. Asci unitunicati, brevi-stipitati, parte apicali iodo non reagente. Ascosporae hyalinae vel pallide pigmentatae, 0-pluri-cellulares. Anamorphe: conidia modo phialidico orientia.“
„Perithecien dunkel pigmentiert, werden manchmal mehr oder weniger sklerotisch. Wand des Peritheciums zwei- bis dreilagig, Ostiole (kleine Öffnung an der Oberseite) periphysat. Interascales Gewebe aus dünnwandigen, sich verjüngenden Paraphysen. Asci mit einschichtiger Hülle (unitunicat), dünnwandig, Apex verdickt ohne sichtbaren Austrittsmechanismus oder dünnwandig mit abgesetztem apicalem Annulus, inamyloid, 8-sporig. Ascosporen hyalin oder pigmentiert, ohne Septen. Anamorphe mit phialidischer Conidio-Genese.“

## Taxonomie
Die Ordnung der Glomerellales wurde erstmals 1960 von Chadefaud:613–616 aufgestellt, aber noch nicht gültig publiziert. Danach wurde der Name von Lanier et al. (1978) zitiert und von Locquin (1984):169–175 wiederum nicht gültig publiziert.:63  Der Name Glomerellales war jedoch kein akzeptierter wissenschaftlicher Name bis zur Veröffentlichung von Réblová et al. (2011).
Die Glomerellales werden als streng monophyletisch angesehen.

### Familien
Die Ordnung Glomerellales umfasst drei Familien:
- Reticulascaceae
- Glomerellaceae
- Australiascaceae